# بيهنةالحذيفي (يافع)

تعديل مصدري - تعديل

بيهنةالحذيفي هي إحدى قرى عزلة لبعوس بمديرية يافع التابعة لمحافظة لحج، بلغ تعداد سكانها 169 نسمة حسب تعداد اليمن لعام 2004.